# Voivodato della Slesia (1921-1939)

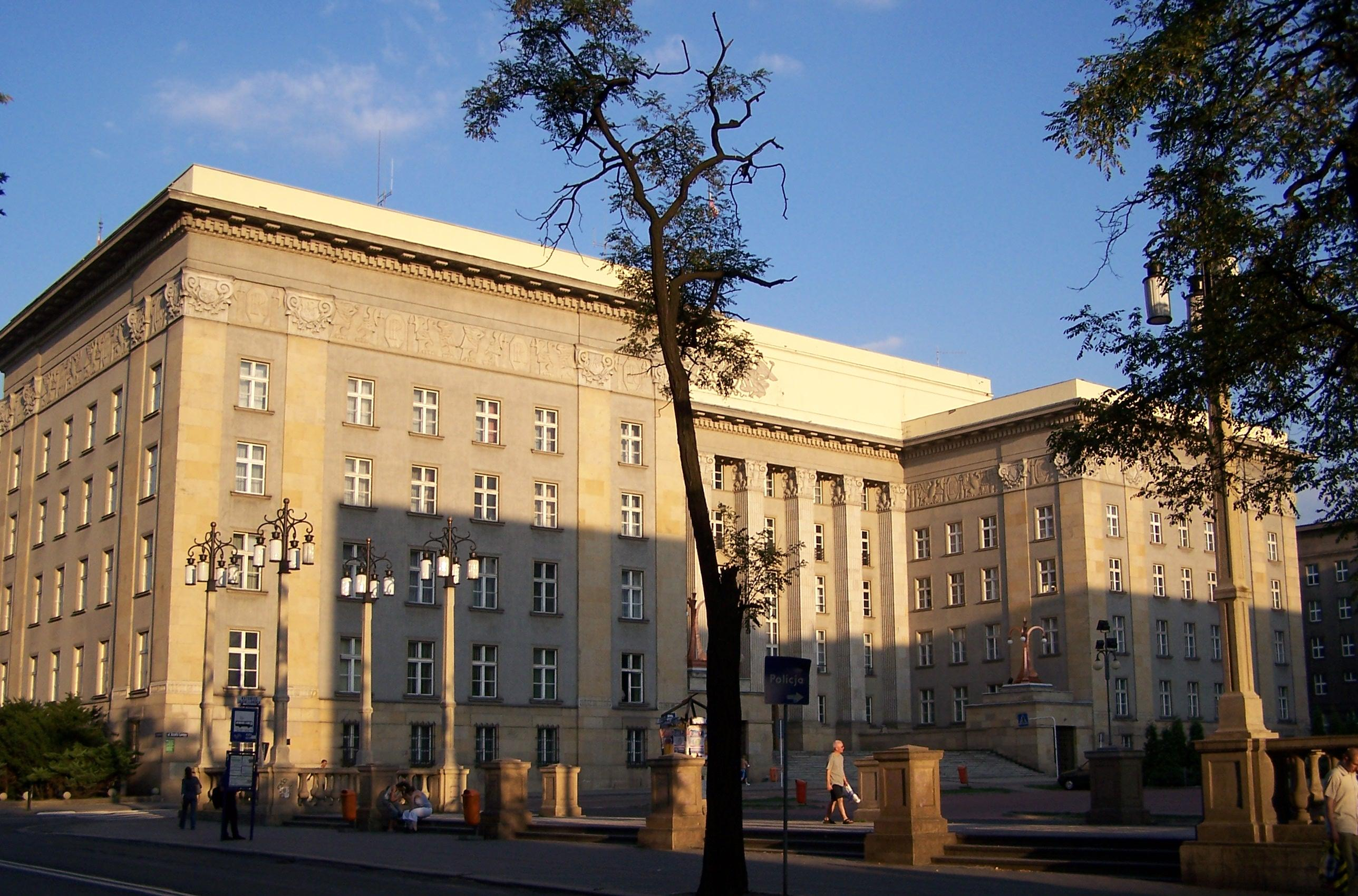
Edificio del parlamento slesiano a Katowice come appare oggi

Il voivodato della Slesia (in polacco: Województwo Śląskie, in tedesco: Woiwodschaft Schlesien) fu una provincia autonoma (voivodato) della Seconda Repubblica di Polonia, esistita nel periodo interbellico. Consisteva del territorio che era stato assegnato alla Polonia in conseguenza del plebiscito dell'Alta Slesia del 1921, della Convenzione di Ginevra, di tre rivolte nella Slesia e della spartizione dell'Alta Slesia tra Polonia, Germania e Cecoslovacchia. Il capoluogo del voivodato era Katowice.
Il voivodato fu sciolto l'8 ottobre 1939 a seguito dell'invasione della Polonia da parte della Germania nazista, e il suo territorio fu incorporato nel Reichsgau dell'Alta Slesia (erede della Provincia dell'Alta Slesia della Repubblica di Weimar). Dopo la guerra, il trattato del 1920 che garantiva poteri autonomi fu rigettato dal governo polacco, e il territorio del voivodato fu incorporato in un nuovo Voivodato della Slesia di dimensioni maggiori, che esistette fino al 1950.

## Descrizione generale
Il voivodato della Slesia era il più ricco e il più sviluppato delle province della Polonia interbellica. Doveva la sua ricchezza ai ricchi depositi di carbone, che portarono alla costruzione di numerose miniere e acciaierie. Per questa ragione, questo voivodato fu cruciale nella produzione polacca di armamenti. Tuttavia, la sua posizione al confine con la Germania lo rese vulnerabile; alla metà degli anni trenta il governo polacco decise di spostare alcuni settori dell'industria pesante nel cuore della nazione, creando il Centralny Okręg Przemysłowy (Regione Industriale Centrale). Per le pratiche agricole efficienti, il voivodato della Slesia era anche un grande produttore di alimenti, nonostante le sue piccole dimensioni fisiche.
Secondo il censimento polacco del 1931, il 92,3% della popolazione dichiarava il polacco come propria madrelingua. I tedeschi costituivano il 7% della popolazione e gli ebrei solo lo 0,5%. I polacchi vivevano principalmente nei villaggi (come il 95,6% della popolazione), mentre i tedeschi e gli ebrei preferivano le città (il 12,9% della popolazione delle città dell'Alta Slesia polacca era tedesco, specialmente a Katowice).
La densità di abitanti era la più alta della nazione, con 299 abitanti per km². Al 1º gennaio 1937 le aree forestali coprivano il 27,9% della provincia. La densità di ferrovie era la più alta della Polonia, con 18,5 km per 100 km². Nel 1931 il tasso di analfabetismo era il più basso dello stato, con l'1,5% della popolazione.

## Storia
Dopo la prima guerra mondiale nacque una disputa sul futuro dell'Alta Slesia. Questa parte della regione slesiana era stata quella meno affetta nei secoli dalla germanizzazione. La popolazione era in gran parte slava, specialmente nelle aree rurali; molti degli abitanti si consideravano polacchi, e alcuni cechi. Il resto non sentiva particolari legami con nessuna di queste nazioni. Secondo le stime di Wojciech Korfanty quest'ultimo gruppo rappresentava circa un terzo dell'intera popolazione della regione.
Il Trattato di Versailles decise di svolgere un plebiscito in modo che la popolazione locale potesse scegliere se l'Alta Slesia dovesse essere assegnata alla Polonia o alla Germania. Prima dello svolgimento del plebiscito si verificarono due rivolte che volevano sostenere la parte polacca. Dopo il plebiscito vi fu una terza rivolta.
Secondo i risultati del plebiscito, l'Alta Slesia fu divisa tra la Polonia e la Germania; la parte polacca fu incorporata nel Voivodato della Slesia.
Il voivodato era una delle parti più sviluppate economicamente della nazione. Gli era stato garantita, con un atto del Sejm polacco il 15 luglio 1920, una grande autonomia. Questo status rimase fino al colpo di Stato di maggio del 1926, dopo il quale vi furono diversi tentativi di limitarlo in favore di uno stato forte e centralizzato.
Dopo l'invasione tedesca della Polonia, il voivodato fu sciolto l'8 ottobre 1939, e il suo territorio fu incorporato nella Provincia dell'Alta Slesia, facente parte della Germania. Il territorio tornò alla Polonia alla fine della guerra, e la legge del 1920 che conferiva poteri autonomi al Voivodato fu abrogata il 6 maggio 1945. Un Voivodato della Slesia di dimensioni maggiori (chiamato non ufficialmente "Voivodato di Slesia-Dąbrowa", województwo śląsko-dąbrowskie) continuò ad esistere fino al 1950, quando fu suddiviso nei Voivodati di Katowice e di Opole.

## Politica
Il voivodato aveva grande autonomia negli affari interni, non in quelli esterni e nella difesa. Aveva un suo Parlamento con 48 deputati (24 dal 1935), eletti con elezioni democratiche. La legislazione, tuttavia, doveva essere consistente con la Costituzione polacca. Il voivodato aveva anche il proprio tesoro nazionale, Skarb Śląski; solo il 10% delle tasse venivano trasferite al tesoro nazionale polacco. Il capo dell'amministrazione era il voivoda, nominato dal Presidente della Polonia per agire come rappresentante del governo centrale.

## Geografia antropica

### Suddivisioni amministrative

Divisioni amministrative

#### Distretti
Alla metà del 1939 la popolazione del voivodato era di 1.533.500 persone (comprendente anche Zaolzie, annessa nell'ottobre 1938) e l'area era di 5.122 km². Il voivodato era diviso nei seguenti distretti:
| Distretto                                         | Popolazione | Superficie |
| ------------------------------------------------- | ----------- | ---------- |
| Distretto di Katowice (powiat katowicki)          | 357.300     | 213 km²    |
| Distretto di Rybnik (powiat rybnicki)             | 212.900     | 890 km²    |
| Distretto di Cieszyn (powiat cieszyński)          | 176.600     | 1.305 km²  |
| Distretto di Pszczyna (powiat pszczyński)         | 151.500     | 1.046 km²  |
| Distretto di Frysztat (powiat frysztacki)         | 143.000     | 262 km²    |
| Città di Chorzów                                  | 128.900     | 32 km²     |
| Città di Katowice                                 | 126.200     | 42 km²     |
| Distretto di Tarnowskie Góry (powiat tarnogórski) | 107.000     | 268 km²    |
| Distretto di Bielsko (powiat bielski)             | 59.500      | 339 km²    |
| Distretto di Lubliniec (powiat lubliniecki)       | 45.200      | 715 km²    |
| Città di Bielsko                                  | 25.400      | 10 km²     |

#### Città
Le maggiori città del voivodato erano (popolazione basata sul censimento del 1931):
| Città                | Popolazione |
| -------------------- | ----------- |
| Chorzów¹             | 128.900     |
| Katowice             | 126.200     |
| Siemianowice Śląskie | 37.800      |
| Cieszyn              | 28.000      |
| Bielsko              | 25.400      |
| Rybnik               | 23.000      |
| Mysłowice            | 22.700      |
| Karwina              | 22.300      |
| Tarnowskie Góry      | 15.500      |
| Mikołów              | 11.900      |
| Bogumin              | 10.800      |
| Orłowa               | 10.000      |

- ¹ – nel 1934 la città di Królewska Huta, il villaggio di Maciejkowice, il comune di Nowe Hajduki e il villaggio di Chorzów Stary furono uniti, creando la città di Chorzów. Inoltre, dal 1º aprile 1939, venne incorporato nella stessa città il comune di Wielkie Hajduki.

## Voivodi
- Józef Rymer: 16 giugno 1922 – 5 dicembre 1922
- Zygmunt Żurawski: 15 dicembre 1922 – 1º febbraio 1923 (ad interim)
- Antoni Schultis: 1º febbraio 1923 – 3 marzo 1924
- Tadeusz Koncki: 15 ottobre 1923 – 2 maggio 1924 (ad interim fino al 3 marzo 1924)
- Mieczysław Bilski: 6 maggio 1924 – 3 settembre 1926
- Michał Grażyński: 6 settembre 1926 – 5 settembre 1939